# Florencio del Niño Jesús
Florencio del Niño Jesús (Santiago de la Puebla, Salamanca, 3 de noviembre de 1877 - Madrid, 27 de abril de 1939), fue un religioso carmelita y escritor español.
En 1893 recibió el hábito de la Orden Carmelita, de la cual llegó a ser Prior de Madrid y Provincial de Castilla de 1927 a 1930. Fue reelegido como provincial en 1936 siendo su sucesor en 1939 el P. Valentín de San José.
El 24 de noviembre de 1936 salió de la Cárcel Modelo de Madrid, siendo acogido por la Madre Maravillas y sus monjas en un piso de la calle Claudio Coello. Tras pasar todos juntos por los pirineos al bando nacional se instalaron en Las Batuecas (28 de septiembre de 1937), donde realizó la labor de capellán y confesor de las monjas, compaginándolo con su labor literaria.
Hasta su repentina muerte debida a una hemoptisis pulmonar acaecida en el Cerro de los Ángeles fue director espiritual de Santa Maravillas de Jesús.